# 4-シアノピリジン
4-シアノピリジン（4-Cyanopyridine）とは、ピリジンの4位の炭素（ピリジン分子内唯一の窒素原子から最も遠い炭素）に結合している水素が、シアノ基に置換された構造の有機化合物である。CAS登録番号は100-48-1。

## 性質
4-シアノピリジンの化学式はC6H4N2、モル質量は104.112 (g/mol)である

。
760 (mmHg)における融点は77 ℃から81 ℃ほど、沸点は196 ℃なので

、常温常圧においては固体として存在する。なお、引火点は88 ℃と

、融点に近く、沸点よりも100 ℃以上低い。

## 反応
4-シアノピリジンは、結核治療薬の1種であるイソニアジドの合成原料として使用することもできる。反応は、以下の図の通りである。

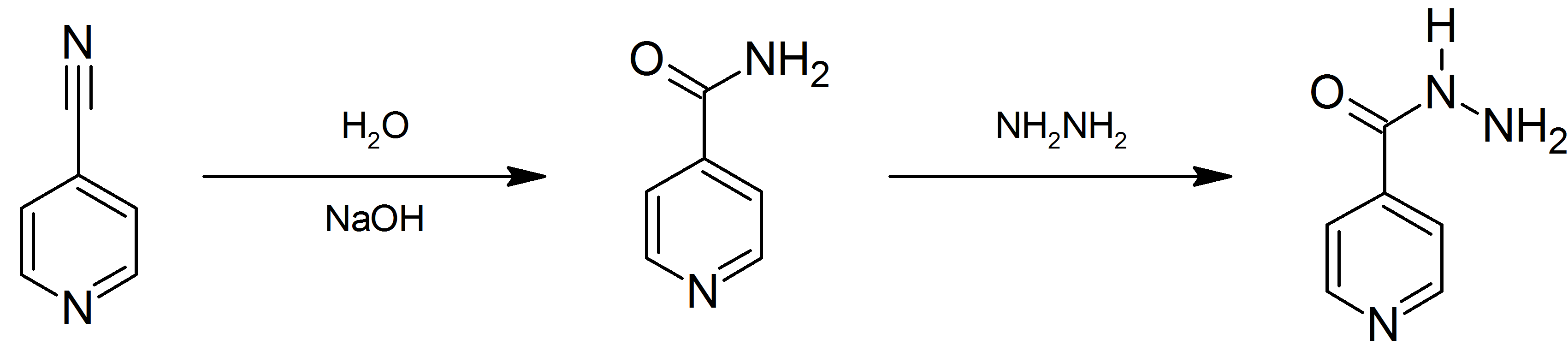
イソニアジド合成法のうちの1つ。4-シアノピリジンを出発物質とした時の工程。なお最も右の化合物がイソニアジドである。